# Paz Oil Company
Paz Oil Company Ltd. (івр. פז חברת הנפט) — є найбільшою ізраїльською компанією палива. Розподіляє бензин і інші нафтопродукти через мережу автозаправних станцій, а також зрідженого нафтового газу і природного газу для використання в домашніх умовах (приготування їжі та обігріву) через свою дочірню компанію PazGaz. Компанія володіє 30 % ізраїльського ринку палива і 31 % ізраїльських автозаправних станцій.